# Вертикально перечёркнутая O
𐐅,𐐭 (вертикально перечёркнутая O) — буква расширенной латиницы. Использовалась в метелчице и юнифоне.

## Использование
В метелчице являлась 20-й буквой алфавита и использовалась для обозначения звука [ɔ].
В Юнифоне входит в варианты для английского (23-я буква алфавита), языков хупа (№ 20), карук (№ 16), толова (№ 20) и юрок (№ 18) и в варианты Shaw-Malone Forty-Phoneme Alphabet (№ 24) и Indian Unifon Single-Sound Alphabet (№ 26). Как и в случае с остальными буквами, используется только заглавная форма, обозначающая звук [ʊ].